# Герцог де Монтемар

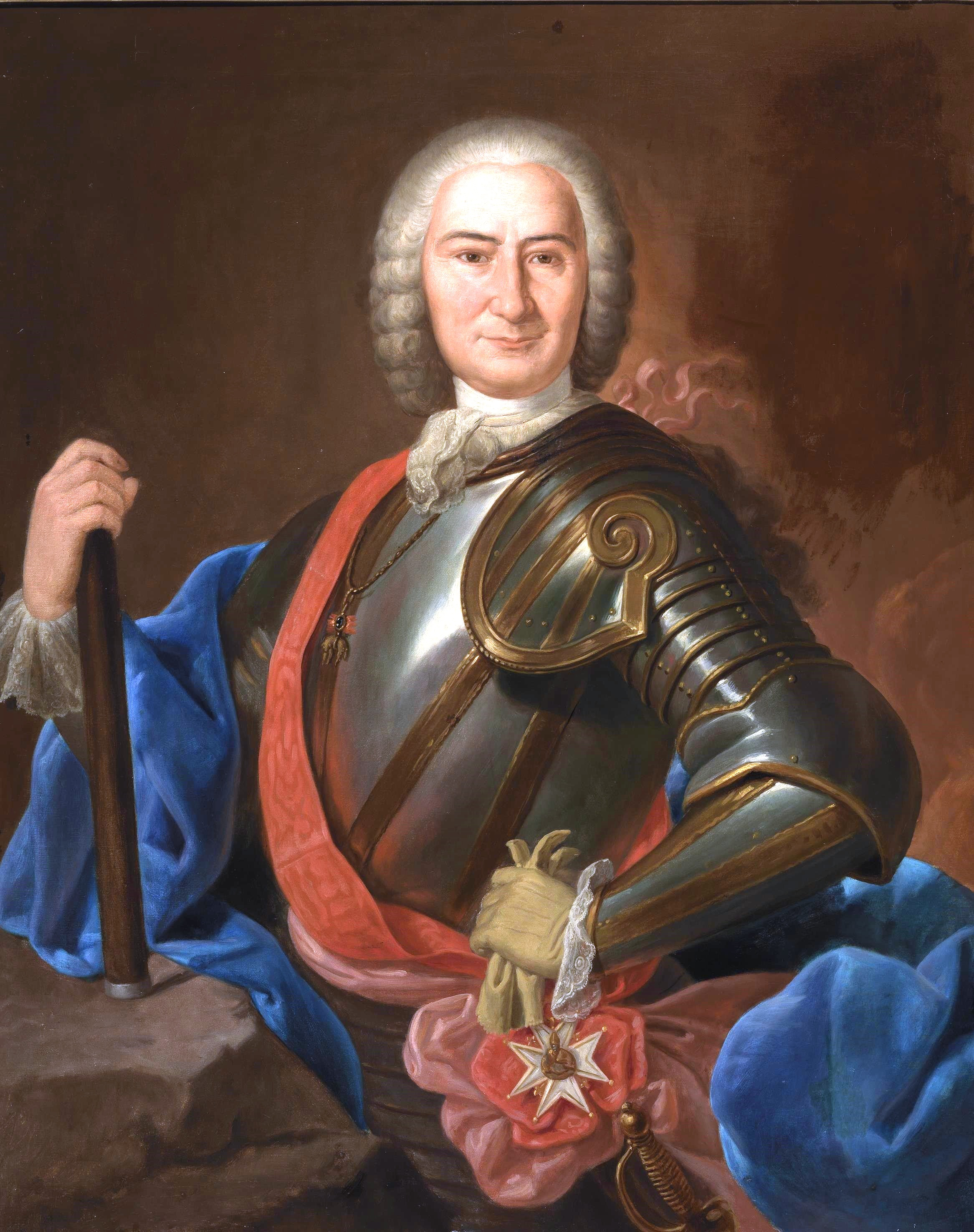
Хосе Каррильо де Альборнос-и-Монтиель, 1-й герцог де Монтемар

Герцог де Монтемар — испанский аристократический титул, созданный 20 апреля 1735 года королем Филиппом V для испанского аристократа и военачальника Хосе Каррильо де Альборноса-и-Монтьеля, 3-го графа де Монтемара (1671—1747). 20 мая 1735 года ему было пожалован титул гранда Испании.
Хосе Каррильо де Альборнос-и-Монтьель был сыном Франсиско Каррильо де Альборноса Эскивеля-и-Гусмана, 2-го графа Монтемара, и Леонор де Монтьель-и-Сегуры.

## Герцоги де Монтемар
| №                          | Титул | Период                     |
| Креация создана Филиппом V | Креация создана Филиппом V | Креация создана Филиппом V |
| -------------------------- | --- | -------------------------- |
| I                          | Хосе Каррильо де Альборнос-и-Монтьель (8 октября 1671 — 26 июня 1747), сын Франсиско Каррильо де Альбронеса-и-Эскивель де Гусман, 2-го графа де Монтемара, и Леонор Аны де Монтьель                   | 1735—1747                  |
| II                         | Мария Магдалена Каррильо де Альборнос-и-Антик (27 сентября 1707 — 1790), единственная дочь предыдущего и Исабель Франсиски де Антик                                                                   | 1747 — ?                   |
| III                        | Мария Хосефа Давила-и-Каррильо де Альборнос, старшая дочь предыдущей и Хосе Лоренсо Давила Медины-и-Тельо де Гусмана, 3-го графа де Валермосо (ум. 1807)                                              | ? — 1785                   |
| IV                         | Антонио Мария Понсе де Леон Давила-и-Каррильо де Альборнос (31 октября 1757 — 8 мая 1826), единственный сын предыдущей и Хоакина Лоренсо Понсе де Леона и Баэсы, 7-го графа де Кантильяна (1731—1807) | 1785 — ?                   |
| V                          | Мария дель Кармен Понсе де Леон-и-Карвахаль (29 мая 1780 — 1813), старшая дочь предыдущего и Марии Луисы де Карвахаль-и-Гонзага (1759—1843)                                                           | ? — 1813                   |
| VI                         | Висенте Пио Осорио де Москосо-и-Понсе де Леон (22 июля 1801 — 22 февраля 1864), сын предыдущей и Висенте Феррера Исабель Осорио де Москосо-и-Альвареса де Толедо, герцога де Сесса (1777—1837)        | 1813—1864                  |
| VII                        | Хосе Мария Осорио де Москосо-и-Карвахаль (12 апреля 1828 — 5 ноября 1881), сын предыдущего и Марии Луисы де Карвахаль-и-де Керальт (1804—1843)                                                        | 1864—1881                  |
| VIII                       | Франсиско де Асис Осорио де Москосо-и-де Бурбон (16 декабря 1847 — 18 января 1924), старший сын предыдущего и инфанты Луисы Тересы де Бурбон (1824—1900)                                              | 1881—1924                  |
| IX                         | Луис Гонзага Осорио де Москосо-и-Иордан де Уррьес (28 декабря 1875 — 7 декабря 1942), второй сын предыдущего и Марии дель Пилар Иордан де Уррьес-и-Руис де Араны (1852—1924)                          | 1924—1942                  |
| X                          | Педро Осорио де Москосо-и-Морено (22 мая 1904 — 24 апреля 1986), единственный сын предыдущего | 1942—1986                  |
| XI                         | Татьяна Осорио де Москосо-и-Санчис (род. 31 июля 1972), старшая дочь Педро Осорио де Москосо-и-де Эстанги (1937—1986), единственного сына предыдущего                                                 | 1987 — н. в.               |